# Casa Degenfeld din Baia Mare
Casa Degenfeld este un monument istoric clasificat cu codul MM-II-m-B-04450, situat în Piața Libertății nr. 5 din Baia Mare, județul Maramureș. Deoarece clădirea se află la intersecția mai multor străzi, ea mai este încadrată cu alte trei adrese în lista monumentelor istorice publicată de Ministerul Culturii: strada Turnului nr. 2, Piața Cetății nr. 3 și strada Crișan nr. 1.

## Descriere
Clădirea a fost ridicată în secolele XVI−XVII și a fost supusă unei reconstrucții mai ample la sfârșitul secolului al XIX-lea. În anul 1955, casa Degenfeld era încadrată cu codul 25 B.010, la poziția 286 a Regiunii Baia Mare, în „Lista monumentelor de cultură de pe teritoriul R.P.R”.
Construcția este alcătuită dintr-un ansamblu de clădiri dispuse pe un plan în formă de „U” și amplasate între Piața Libertății și Piața Cetății. Parterul fațadei dinspre Piața Libertății prezintă mai multe ornamente, în timp ce spre curtea interioară fațada nordică este mai simplă.
După 2010 a fost demarată o amplă lucrare de restaurare, de reabilitare a fațadelor și de amenajare a curții, în cadrul unei acțiuni mai largi de reabilitare a întregului centru istoric al orașului. Restaurarea casei Degenfeld s-a făcut după un proiect al arhitecților Petru Roșca și Alexandru Baban, cu colaborarea inginerului Liviu Țapu pentru partea de structură. Cele trei fațade exterioare ale clădirii au fost reabilitate după detaliile originale, în timp ce parterul fațadei nordice, care dă spre curtea interioară, „a fost abordat într-o manieră care include elemente contemporane minimaliste din metal, sticlă și lemn”, cu scopul de a permite o vedere plăcută către curtea care a fost amenajată ulterior ca spațiu public. 